# Nazionale maschile di rugby a 7 dell'Uganda
La nazionale di rugby a 7 dell'Uganda è la selezione che rappresenta l'Uganda a livello internazionale nel rugby a 7.
L'Uganda fa parte delle nazionali che partecipano stabilmente a tutti gli eventi delle World Rugby Sevens Challenger Series e vanta pure l'esperienza nei Giochi del Commonwealth, dove ha debuttato la prima volta in occasione di Melbourne 2006. Inoltre nel 2018 ha partecipato alla sua prima Coppa del Mondo dopo essersi guadagna l'accesso vincendo l'Africa Cup Sevens 2017.

## Partecipazioni ai principali tornei internazionali
- 1993: n.p.
- 1997: n.p.
- 2001: n.p.
- 2005: n.p.
- 2009: n.p.
- 2013: n.p.
- 2018: 19º posto

- 1998: n.p.
- 2002: n.p.
- 2006: semifinale Bowl
- 2010: semifinale Bowl
- 2014: semifinale Bowl
- 2018: fase a gironi